# Gegština

Mapa albánských dialektů, výskyt gegštiny vyznačen zeleně

Gegština, albánsky gegë, je jeden ze dvou hlavních dialektů albánštiny. Používá se v oblasti severně od řeky Shkumbini, zejména v horských oblastech, gegštinou mluví i obyvatelé Kosova a některé malé minority v Černé Hoře a Severní Makedonii. Druhým hlavním dialektem albánštiny je toskičtina, kterou se mluví v jižní Albánii. Dnešní spisovná albánština, kodifikovaná roku 1972, je upravenou formou toskičtiny, takže se gegština více posunula do pozice nářečí. Mluvčí se někdy nazývají Gegové.

## Vzorový text

### Všeobecná deklarace lidských práv
| gegsky | Zhdo njeri kan le t'lir mê njãjit dinjitêt edhê dreta. Ata jan të pajisun mê mênjê edhê vet-dijê edhê duhën të veprôjn ka njãni-tjetrin mê nji shpirt vllâznimit. |
| česky  | Všichni lidé se rodí svobodní a sobě rovní co do důstojnosti a práv. Jsou nadáni rozumem a svědomím a mají spolu jednat v duchu bratrství.                        |